# Komplexe Differentialform
Eine komplexe Differentialform ist ein mathematisches Objekt aus der komplexen Geometrie. Eine komplexe Differentialform ist eine Entsprechung der (reellen) Differentialformen auf komplexen Mannigfaltigkeiten. Genauso wie im reellen Fall bilden auch die komplexen Differentialform eine graduierte Algebra. Eine komplexe Differentialform vom Grad {\displaystyle k} (oder kurz k-Form) kann auf eindeutige Art und Weise in zwei Differentialformen zerlegt werden, die dann den Grad {\displaystyle p} beziehungsweise {\displaystyle q} mit {\displaystyle p+q=k} haben. Um diese Zerlegung zu betonen, spricht man auch von (p,q)-Formen. Bei dieser kurzen Sprechweise wird auch klar, dass es sich um komplexe Differentialformen handelt, denn reelle Formen besitzen keine solche Zerlegung. Eine wichtige Rolle spielt der Kalkül der komplexen Differentialformen in der Hodge-Theorie.

## Komplexe Differentialformen
Sei {\displaystyle M} eine komplexe Mannigfaltigkeit der (komplexen) Dimension {\displaystyle n}. Wähle
{\displaystyle \{\mathrm {d} z^{j}=dx^{j}+idy^{j},\ \mathrm {d} {\bar {z}}^{j}=dx^{j}-idy^{j};\ 1\leq j\leq n\}}
als eine lokale Basis des komplexifizierten Kotangentialraums. Die Kovektoren haben die lokale Darstellung
{\displaystyle \sum _{j=1}^{n}f_{j}\mathrm {d} z^{j}+g_{j}\mathrm {d} {\overline {z}}^{j}.}
Die Räume, in denen nur Basisvektoren der Form {\displaystyle \textstyle \mathrm {d} z^{j}} vorkommen, werden verbal als (1,0)-Formen und formelmäßig mit {\displaystyle {\mathcal {A}}^{1,0}(M)} bezeichnet. Analog dazu ist {\displaystyle {\mathcal {A}}^{0,1}(M)} der Raum der (0,1)-Formen, also der Kovektoren, welche nur Basisvektoren der Form  {\displaystyle \textstyle \mathrm {d} {\overline {z}}^{j}} haben. Diese beiden Räume sind stabil, das heißt unter holomorphen Koordinatenwechseln werden diese Räume in sich selbst abgebildet. Aus diesem Grund sind die Räume {\displaystyle {\mathcal {A}}^{1,0}(M)} und {\displaystyle {\mathcal {A}}^{0,1}(M)} komplexe Vektorbündel über {\displaystyle M}.
Mit Hilfe des äußeren Produktes von komplexen Differentialformen, welches genauso wie für reelle Differentialformen definiert ist, kann man nun die Räume der {\displaystyle (p,q)}-Formen durch
{\displaystyle {\mathcal {A}}^{p,q}(M):=\bigwedge _{j=1}^{p}{\mathcal {A}}^{1,0}(M)\wedge \bigwedge _{j=1}^{q}{\mathcal {A}}^{0,1}(M)}
definieren. Weiter definiert man noch den Raum {\displaystyle {\mathcal {E}}^{r}(M)} als die direkte Summe
{\displaystyle {\mathcal {E}}^{r}(M):=\bigoplus _{p+q=r}{\mathcal {A}}^{p,q}(M)}
der {\displaystyle (p,q)}-Formen mit {\displaystyle r=p+q}. Dies ist isomorph zur direkten Summe {\displaystyle {\mathcal {E}}^{r}(M)\cong {\mathcal {A}}^{r}(M)\oplus i{\mathcal {A}}^{r}(M)} der Räume der reellen Differentialformen. Außerdem ist für {\displaystyle p+q=r} eine Projektion
{\displaystyle \pi _{p,q}\colon {\mathcal {E}}^{r}(M)\to {\mathcal {A}}^{p,q}(M)}
definiert, welche jeder komplexen Differentialform vom Grad {\displaystyle r} ihre {\displaystyle (p,q)}-Zerlegung zuordnet.
Eine {\displaystyle (p,q)}-Form hat also in lokalen Koordinaten {\displaystyle z_{1},\ldots ,z_{n}} die eindeutige Darstellung
{\displaystyle \omega =\sum _{\stackrel {1\leq i_{1}<\ldots <i_{p}\leq p}{1\leq j_{1}<\ldots <j_{q}\leq q}}f_{i_{1},\ldots i_{p},j_{1},\ldots j_{q}}\mathrm {d} z_{i_{1}}\wedge \cdots \wedge \mathrm {d} z_{i_{p}}\wedge \mathrm {d} {\overline {z}}_{j_{1}}\wedge \cdots \wedge \mathrm {d} {\overline {z}}_{j_{q}}.}
Da diese Darstellung doch sehr lang ist, ist es üblich die Kurzschreibweise
{\displaystyle \sum _{I,J}f_{I,J}\mathrm {d} z_{I}\wedge \mathrm {d} {\overline {z}}_{J}:=\sum _{\stackrel {1\leq i_{1}<\ldots <i_{p}\leq p}{1\leq j_{1}<\ldots <j_{q}\leq q}}^{}f_{i_{1},\ldots i_{p},j_{1},\ldots j_{q}}\mathrm {d} z_{i_{1}}\wedge \cdots \wedge \mathrm {d} z_{i_{p}}\wedge \mathrm {d} {\overline {z}}_{j_{1}}\wedge \cdots \wedge \mathrm {d} {\overline {z}}_{j_{q}}}
zu vereinbaren.

## Dolbeault-Operatoren

### Definition
Die äußere Ableitung
{\displaystyle \mathrm {d} :{\mathcal {E}}^{r}(M)\to {\mathcal {E}}^{r+1}(M),}
was gleichbedeutend ist mit
{\displaystyle \mathrm {d} :\bigoplus _{p+q=r}{\mathcal {A}}^{p,q}(M)\to \bigoplus _{p+q=r}{\mathcal {A}}^{p+1,q}(M)\oplus \bigoplus _{p+q=r}{\mathcal {A}}^{p,q+1}(M),}
kann in {\displaystyle \mathrm {d} =\partial +{\overline {\partial }}} aufgespalten werden. Die Dolbeault-Operatoren
{\displaystyle \partial :{\mathcal {A}}^{p,q}(M)\to {\mathcal {A}}^{p+1,q}(M)}
und
{\displaystyle {\overline {\partial }}:{\mathcal {A}}^{p,q}(M)\to {\mathcal {A}}^{p,q+1}(M)}
sind definiert durch
{\displaystyle {\begin{aligned}\partial &:=\pi _{p+1,q}\circ \mathrm {d} \\{\overline {\partial }}&:=\pi _{p,q+1}\circ \mathrm {d} .\end{aligned}}}
In lokalen Koordinaten bedeutet dies
{\displaystyle \partial \left(\sum _{I,J}f_{I,J}\mathrm {d} z^{I}\wedge \mathrm {d} {\overline {z}}^{J}\right)=\sum _{I,J}\sum _{l=1}^{n}{\frac {\partial f_{I,J}}{\partial z^{l}}}\mathrm {d} z^{l}\wedge \mathrm {d} z^{I}\wedge \mathrm {d} {\overline {z}}^{J}}
und
{\displaystyle {\overline {\partial }}\left(\sum _{I,J}f_{I,J}\mathrm {d} z^{I}\wedge \mathrm {d} {\overline {z}}^{J}\right)=\sum _{I,J}\sum _{l=1}^{n}{\frac {\partial f_{I,J}}{\partial {\overline {z}}^{l}}}\mathrm {d} {\overline {z}}^{l}\wedge \mathrm {d} z^{I}\wedge \mathrm {d} {\overline {z}}^{J}.}
Dabei sind {\displaystyle \partial } und {\displaystyle {\overline {\partial }}} auf den rechten Seiten der Gleichung die normalen Dolbeault-Operatoren.

### Holomorphe Differentialformen
Erfüllt eine Differentialform {\displaystyle \omega \in {\mathcal {A}}^{p,0}(M)} die Gleichung {\displaystyle {\overline {\partial }}\omega =0}, so spricht man von einer holomorphen Differentialform. In lokalen Koordinaten kann man diese Formen durch
{\displaystyle \sum _{I}f_{I}\mathrm {d} z^{I}}
darstellen, wobei {\displaystyle f_{I}} holomorphe Funktionen sind. Der Vektorraum der holomorphen {\displaystyle p}-Formen auf {\displaystyle M} wird mit {\displaystyle \Omega ^{p}(M)} notiert.

### Eigenschaften
- Für diese Operatoren gilt eine Leibniz-Regel. Seien {\displaystyle \omega \in {\mathcal {A}}^{p,q}} und {\displaystyle \nu \in {\mathcal {A}}^{r,s}}, dann gilt

{\displaystyle \partial (\omega \wedge \nu )=\partial \omega \wedge \nu +(-1)^{p+q}\,\omega \wedge \partial \nu }
und
{\displaystyle {\overline {\partial }}(\omega \wedge \nu )={\overline {\partial }}\omega \wedge \nu +(-1)^{p+q}\,\omega \wedge {\overline {\partial }}\nu .}
- Aus der Identität

{\displaystyle 0=\mathrm {d} ^{2}=(\partial +{\overline {\partial }})^{2}=\partial ^{2}+({\overline {\partial }}\partial +\partial {\overline {\partial }})+{\overline {\partial }}^{2}}
folgt {\displaystyle \partial ^{2}=0}, {\displaystyle \partial {\overline {\partial }}+{\overline {\partial }}\partial =0} und {\displaystyle {\overline {\partial }}^{2}=0}, denn alle drei Terme sind von unterschiedlichem Grad. Die Operatoren {\displaystyle \partial } und {\displaystyle {\overline {\partial }}} eignen sich also für eine Kohomologietheorie. Diese trägt den Namen Dolbeault-Kohomologie.
- Sei {\displaystyle (M,g)} eine Kählermannigfaltigkeit, also eine komplexe Mannigfaltigkeit mit einer verträglichen Riemann’schen Metrik {\displaystyle g}, so kann man den adjungierten Dolbeault-Quer-Operator {\displaystyle {\overline {\partial }}^{*}} bezüglich dieser Metrik bilden. Der Operator {\displaystyle \Delta :={\overline {\partial }}\,{\overline {\partial }}^{*}+{\overline {\partial }}^{*}{\overline {\partial }}} ist dann ein verallgemeinerter Laplace-Operator. Anwendung findet dieser Operator in der (komplexen) Hodge-Theorie.